# Śrīyantra

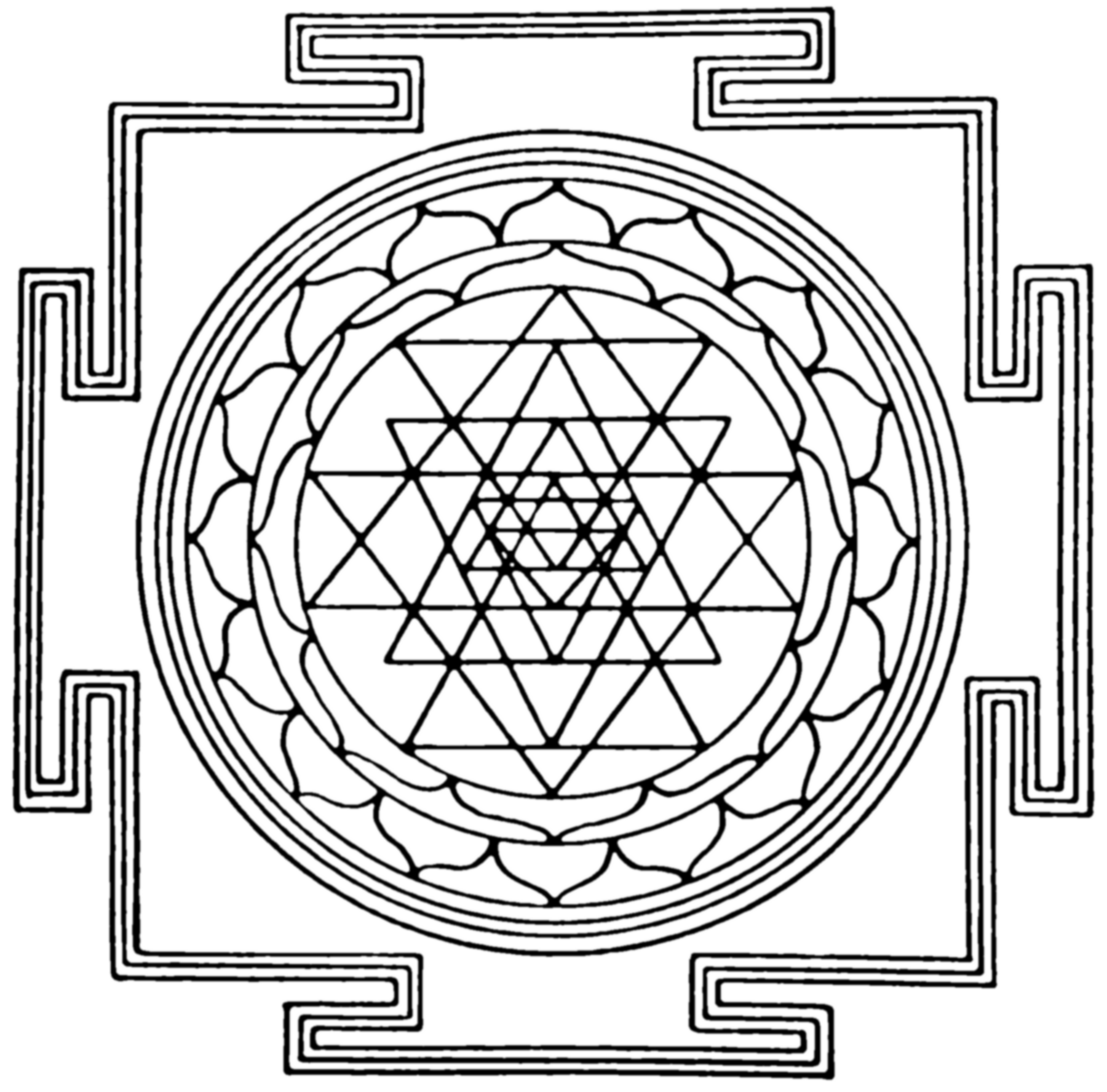
Lo Śrīcakra (anche Śrīyantra) secondo lo Nityāṣoḍas̄ikārṇava.

Lo Śrīyantra (devanāgarī: श्रीयन्त्र; anche Śrīcakra) è, nell'induismo, quello yantra (o chakra) proprio del culto della dea Tripurasundarī ("Bella dei tre mondi") che la scuola tantra detta dello Śrīvidyā considera divinità suprema e di cui esso rappresenta la forma cosmica.
È costituito dall'incrocio di due insiemi di triangoli, quattro con i vertici indirizzati verso l'alto, a rappresentare il principio maschile, quindi Śiva, e cinque con i vertici rivolti verso il basso, che rappresentano Śakti, quindi il principio femminile.
Lo Śrīyantra è modellato per offrire una visione della unitarietà dell'esistenza di cui fa parte lo stesso meditante.
Questo yantra viene descritto nello Nityāṣoḍas̄ikārṇava.